# Warlus (Pas-de-Calais)
Warlus é uma comuna francesa na região administrativa de Altos da França, no departamento de Pas-de-Calais. Estende-se por uma área de 5,43 km². Em 2010 a comuna tinha 383 habitantes (densidade: 70,5 hab./km²).